# Mesnerhaus (Pfaffenhofen)

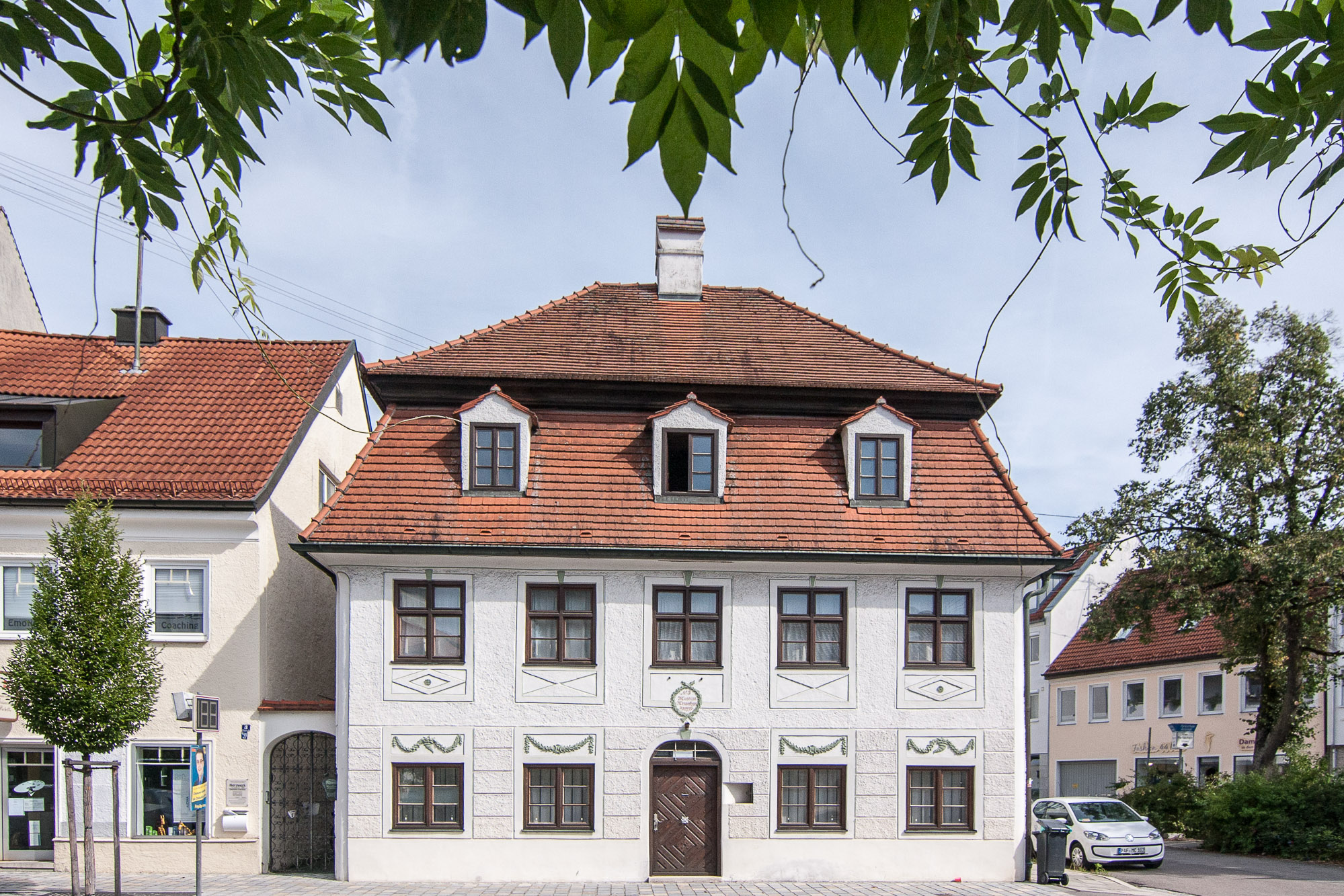
Das Pfaffenhofener Mesnerhaus von der Scheyerer Straße aus gesehen, 2013

Das ehemalige Mesnerhaus in Pfaffenhofen an der Ilm wurde um das Jahr 1788 errichtet und diente rund 120 Jahre als Wohnhaus der Mesner der benachbarten Stadtpfarrkirche. Seit 1978 beherbergt es das städtische Heimatmuseum.

## Geschichte
Das Anwesen an der heutigen Scheyerer Straße 5 wird 1666 urkundlich zum ersten Mal als Schäffler-Behausung erwähnt. Im 18. Jahrhundert wechselt es wegen Schuldenlasten mehrfach den Besitzer, bis das nunmehr baufällige Haus 1786 von der Stadt an den Stadtpfarrer Peter Meindl verkauft wurde. Der daraufhin errichtete Neubau wurde bereits 1789 wieder verkauft, bis er 1834 wieder in den Besitz der Kirche kam und ab dann als neues Mesnerhaus diente (das alte Mesnerhaus lag neben dem Pfaffelbräu an der Scheyerer Straße 1). Prominenteste Bewohnerin war vermutlich die einzige Ehrenbürgerin Pfaffenhofens, Anna Kittenbacher, die 1860 im Alter von 52 den verwitweten Stadtpfarrmesner und ehemaligen Bürgermeister Augustin Kittenbacher geheiratet hatte. Nach dem Auszug der letzten Mesner-Familie in den 1950er Jahren stand das Gebäude rund 20 Jahre leer, bevor es ab 1976 mit Unterstützung der Stadt Pfaffenhofen und des Landkreises grundlegend saniert wurde.

## Nutzung als Heimatmuseum

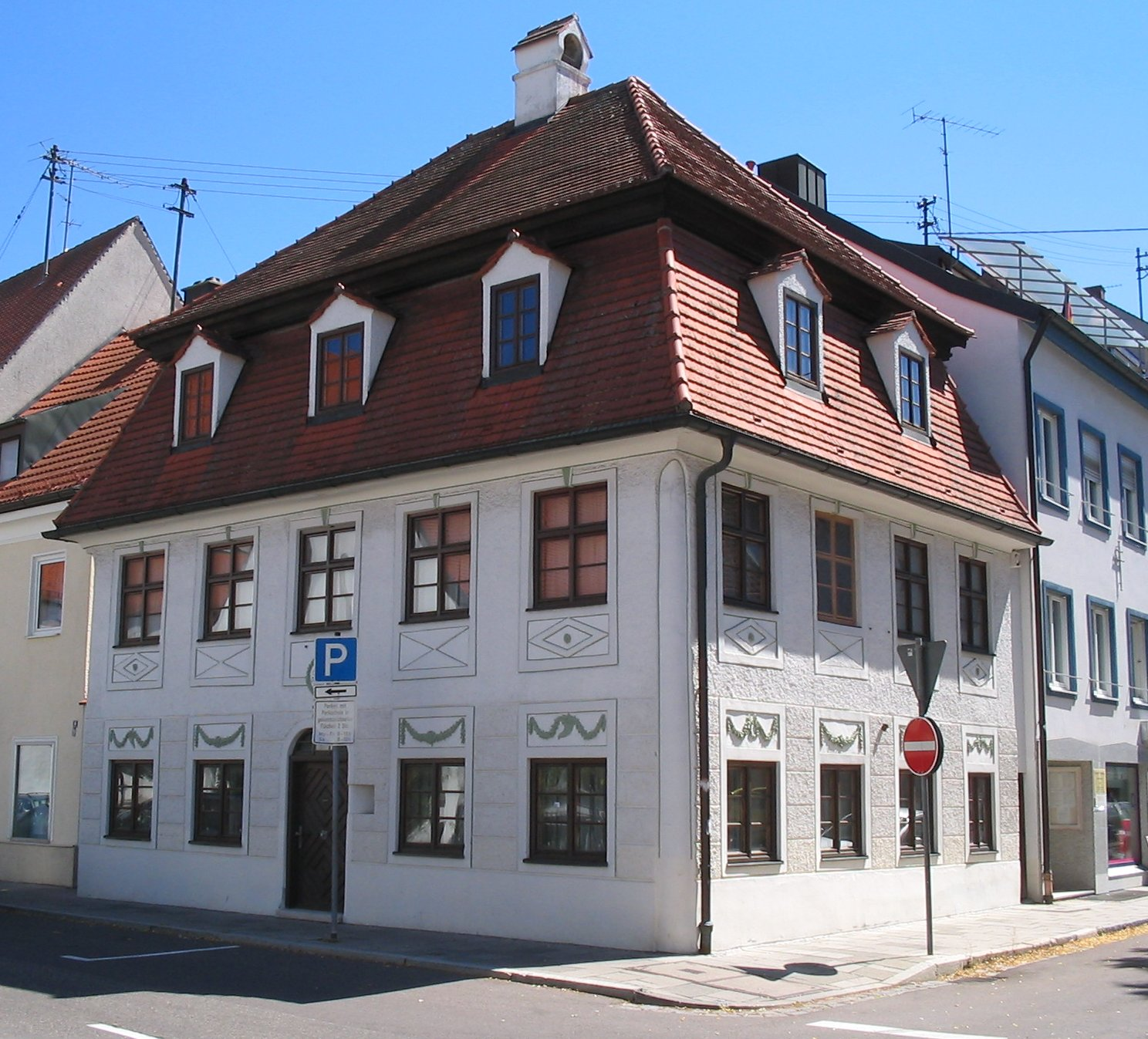
Ansicht Ecke Scheyerer Straße/Auenstraße, 2006

Seit 1978 befindet sich in dem Gebäude das Museum für christliche Kunst und Volksfrömmigkeit, das zahlreiche Exponate zum kirchlichen Leben und Glauben in der Region präsentiert. Die Sammlung umfasst Objekte religiöser Kunst sowie vielfältige Zeugnisse der gelebten Volksfrömmigkeit. Das Museum war ist seit 2013 nicht mehr öffentlich zugänglich. Im Rahmen von Wechselausstellungen wurden Teile der Sammlung 2018 und 2019 im Pfaffenhofener Rathaus präsentiert. Zur Sammlung gehört auch das Museumsdepot Heißmanning, in dem ein bedeutender Bestand an historischen landwirtschaftlichen Geräten, Fahrzeugen und Werkzeugen verschiedener Handwerkszünfte bewahrt wird.

## Bedeutung als Denkmal
Das um 1788 errichtete Eckhaus mit Mansarden-Walmdach ist ein Beispiel des frühen Klassizismus. Als sparsamer Bauschmuck sind unter den Fenstern Girlanden und Rauten-Motive als Stuckatur angebracht. Bei der Sanierung von 1976 bis 1978 blieben die alten Raumverhältnisse, die originalen Böden, Türen und Treppen erhalten. Im Dachgeschoss sind die bauzeitlichen Schleppkamine erhalten.
Das Museum im Mesnerhaus ist nach der Haager Konvention zum Schutz von Kulturgut bei bewaffneten Konflikten mit dem Blue Shield International ausgezeichnet.